# Manuel de Brito Pardal
Manuel de Brito Pardal (Quarteira, Loulé, 16 de Agosto de 1916 - Quarteira, 11 de Outubro de 1984) foi um pescador e poeta português.

## Biografia

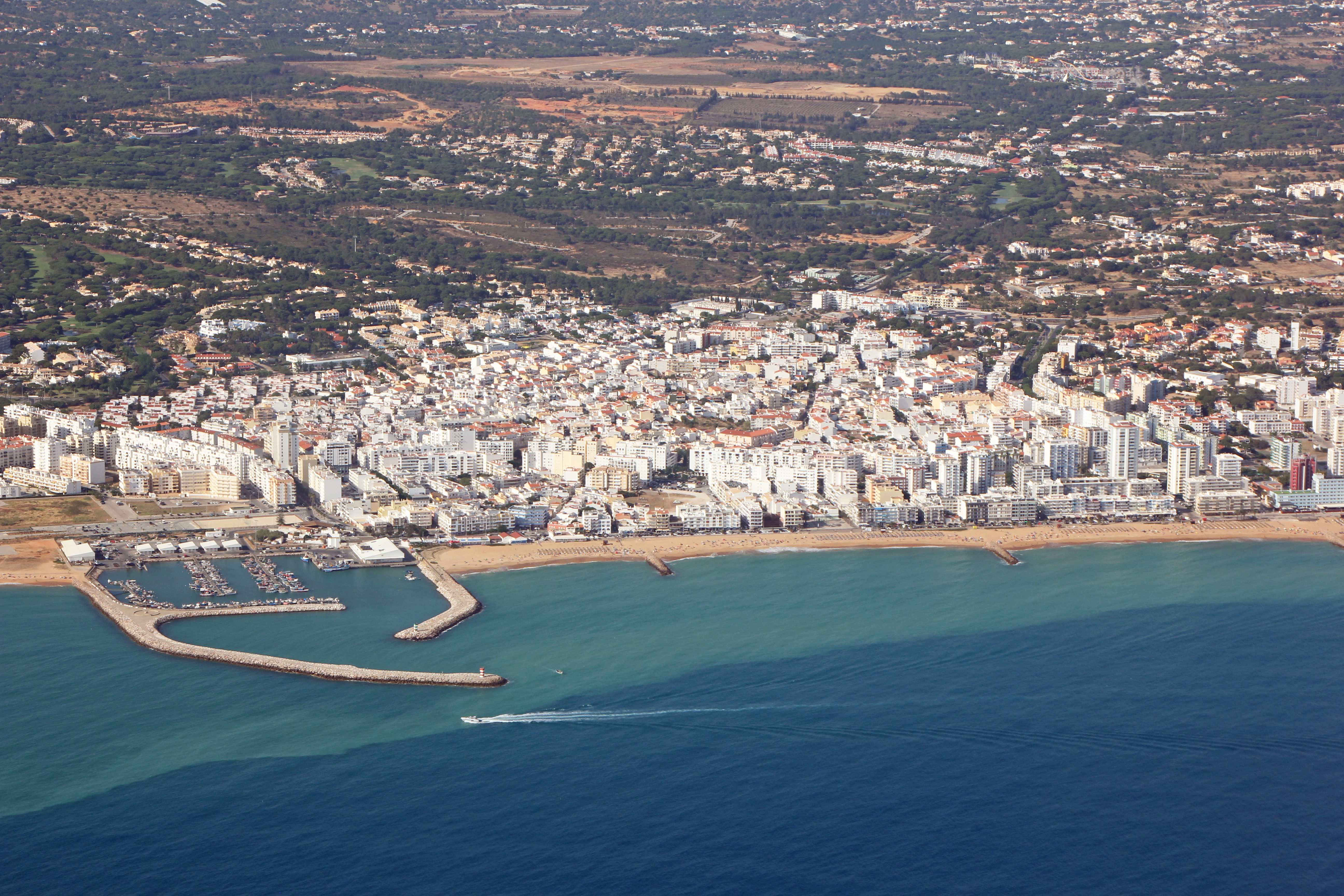
Vista aérea de Quarteira.

### Nascimento
Nasceu em 16 de Agosto de 1916, em Quarteira, no concelho de Loulé. Era filho do pescador Ernesto Pardal.

### Carreira profissional e artística
Embora a sua principal actividade tenha sido como pescador, destacou-se como poeta popular, sendo possivelmente a única figura em Portugal que combinou as duas funções. Começou a trabalhar aos dez anos na pesca, e aos catorze anos escreveu o seu primeiro poema. Escreveu principalmente sobre o mar, a pesca e as condições de vida básicas, mas também sobre temas mais esotéricos, como a morte. Foi companheiro do poeta António Aleixo. Também mostrou interesse por música, especialmente pelo Fado, tendo tocado gaita-de-beiços e guitarra. O seu talento pela poesia e música foi incentivado pelo seu pai que também era um apreciador destas duas vertentes artísticas. Em 1977 foi lançada a obra Em cima do Mar Salgado, que recolheu vários poemas do Poeta Pardal, escolhidos por José Ruivinho Brazão. Além daquela obra, também foi o autor de vários poemas inéditos.
Manuel de Brito Pardal foi a personagem central do documentário de 1976 Mau Tempo, Marés e Mudança, do realizador Ricardo Costa.

### Falecimento
Manuel de Brito Pardal morreu em 11 de Outubro de 1984, em Quarteira, aos 68 anos de idade, devido a uma doença súbita.

## Homenagens
Em 1987, foi colocado um busto de bronze de Manuel de Brito Pardal, no largo que também ostentava o seu nome, obra da artista Diamantina Negrão.
Em 16 de Agosto de 2016, a Câmara Municipal de Loulé e a Junta de Freguesia de Quarteira organizaram uma homenagem a Manuel de Brito Pardal, por ocasião do centenário do seu nascimento. Foi descerrada uma placa comemorativa na Rua Poeta Pardal, e depois foi feito, no Pólo da Biblioteca Municipal, o lançamento de uma reedição da obra Em cima do Mar Salgado, de Brito Pardal. No dia 18, foi apresentado o documentário Mau Tempo, Marés e Mudança, na Praça do Mar.
Em 28 de Janeiro de 2017, o documentário Mau Tempo, Marés e Mudanças foi passado no Auditório do Centro Autárquico de Quarteira, numa apresentação feita pela neta de Manuel Brito Pardal, Ana Pardal. Em Fevereiro desse ano, foi organizado um jantar com poesia e animação musical no estabelecimento Praia Mar, que contou com a presença do presidente da Junta de Freguesia de Quarteira, Telmo Pinto, e de familiares e amigos do poeta.
Em 25 de Maio desse ano, foi condecorado, a título póstumo, com uma medalha de prata do Município de Loulé.